# The Basketball Diaries
Pour l'adaptation, voir Basketball Diaries (film).
The Basketball Diaries est un livre autobiographique écrit par l'auteur américain Jim Carroll, publié en 1978.
Il y décrit la décadence de Jim, un jeune homme blanc prometteur, joueur de basket-ball brillant, dans le New York des années 1960. L'écriture d'un journal intime et la passion qu'il a pour le basket ne l'empêcheront pas de sombrer dans la dépendance à l'héroïne, de se faire renvoyer de son école ainsi que de son équipe, de se brouiller avec sa mère et ses amis...

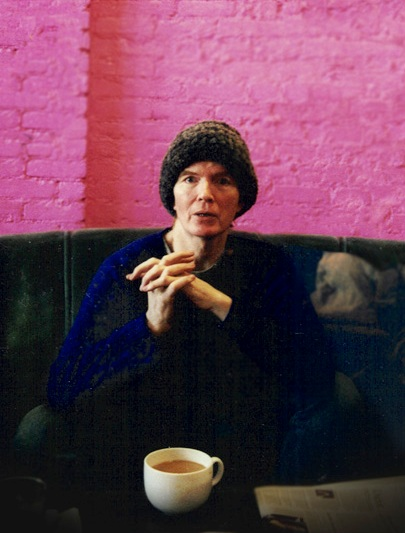
Jim Carroll

Un film en a été tiré en 1995, réalisé par Scott Kalvert.